# نمی‌توانم تو را فراموش کنم (فیلم)
نمی‌توانم تو را فراموش کنم (به هندی: Tumko Na Bhool Paayenge) یا فراموشی یک فیلم سینمایی هندی محصول سال ۲۰۰۲ در ژانر فیلم اکشن و دلهره‌آور به کارگردانی پانکاج پاراشار با بازی سلمان خان، ایندر کومار، دیا میرزا، سوشمیتا سن، شارات ساکسنا، موکش ریشی، راجپال یاداو، آنجان سیرواستاو، آلوک نات، جانی لور و ارباز خان است.

## نسخه بازسازی
در سال ۲۰۱۳ یک فیلم سینمایی بنگلادشی، با عنوان عشق اجباری نیست با بازی شکیب خان، منتشر شد که بازسازی همین فیلم بود.

## خلاصه داستان
ویر سینگ تاکور (سلمان خان) در دهکده کوچکی همراه خانواده‌اش زندگی می‌کند او چیزی از گذشته خود به یاد نمی‌آورد و پدر و مادرش هم دلیل اینکه او گذشته خود را به یاد ندارد نمی‌گویند و همچنین دلیل جای گلوله بربدن او را هم مخفی می‌کنند. او که عاشق دختری به نام مژگان (دیا میرزا) است با او قرار ازدواج می‌گذارد اما در جشن عروسی عده‌ای به آن‌ها حمله می‌کنند ویر همه مهاجمان را می‌کشد و پدرش مجبور می‌شود حقیقت را به او بگوید او می‌گوید ویر پسر آن‌ها در سربازی کشته شده و هنگامی که می‌خواسته خاکستر فرزندش را به آب بریزد بدن نیمه جان او را پیدا کرده و نام فرزندش را بر روی او گذاشته‌است.
ویر برای تحقیق در مورد گذشته خود به بمبئی می‌رود آن جا با شنیدن صدای اذان به مسجد می‌رود و جوانی او را برادر صدا می‌کند اما همان‌جا کشته می‌شود او آدرس خانه خود را پیدا می‌کند و آن جا گذشته را به یاد می‌آورد نام او علی است و آن پسر که کشته شده بود برادر او بوده‌است همچنین او عاشق دختری به نام محک (سوشمیتا سن) بوده و قرار بوده تا باهم ازدواج کنند. یک روز کمیسر پلیس از او و دوستش ایندر (ایندر کومار) که هردو تیراندازان ماهری هستند، می‌خواهد تا خلافکاران را بکشد اول قبول نمی‌کند ولی بعد از کشته شدن پدر معنوی خود عمو رحیم به دست خلافکاران پیشنهاد را قبول می‌کنند بعد از کشته شدن خلافکاران کمیسر پول خوبی به آن‌ها می‌دهد.
یک روز کمیسر به آن‌ها پیشنهاد عجیبی می‌دهد و آن ترور سروزیر ایالت است آن‌ها ابتدا قبول نمی‌کنند ولی وقتی خود سروزیر از آن‌ها می‌خواهد و دلیل این کار را افزایش محبوبیت خود و جلوگیری از شکست احتمالی در انتخابات اعلام می‌کند و قول می‌دهد تا جلیقه ضدگلوله بپوشد و همچنین رقم زیادی پیشنهاد می‌دهد آن‌ها قبول می‌کنند. اما در روز حادثه وزیر از سمت دیگری و پیش از اینکه علی شلیک کند با اصابت گلوله به سرش کشته می‌شود.
دوباره داستان به حال بازمی‌گردد و علی در بیمارستان با محک و ایندر ملاقات می‌کند و می‌فهمد محک با ایندر ازدواج کرده‌است همان لحظه کمیسر پلیس سر می‌رسد و او را تعقیب می‌کند او در تعقیب و گریز در قطار باقی ماجرا را هم به یاد می‌آورد و می‌فهمد که همه این کارها، کار ایندر بوده و ایندر در قطار به او شلیک کرده و او را به رودخانه انداخته‌است سپس به کمیسر می‌گوید ایندر از همه ملاقات‌ها فیلم می‌گرفته‌است و از کمیسر می‌خواهد تا به او فرصت دهد تا بتواند مدرک مناسب تهیه کند و بیگناهی خود را اثبات کند.
او سپس با کمک محک فیلم‌ها را پیدا می‌کند در فیلم دیده می‌شود که معاون سروزیر به ایندر پیشنهاد داده تا سروزیر را ترور کند و ایندر پذیرفته‌است. ایندر سر می‌رسد و در درگیری محک کشته می‌شود سپس علی ایندر را می‌کشد معاون سروزیر که حالا جای او را گرفته‌است با افرادش می‌آیند تا علی را بکشد اما وقتی علی فیلم ملاقات معاون سروزیر و ایندر و همچنین پیشنهاد به او را از تلویزیون‌های محل پخش می‌کند همه متوجه ماجرا می‌شوند و کمیسر سروزیر را بازداشت می‌کند.
در پایان علی به دهکده بازمی‌گردد تا با مژگان و زن ومردی که او حالا آن‌ها را پدر و مادر خود می‌داند زندگی کند.